# Cosmogonía budista
La cosmogonía budista es la descripción de la forma y evolución del universo de acuerdo con los escritos y comentarios canónicos budistas. No es solamente la forma de múltiples mundos o esferas en un espacio, sino su evolución en el tiempo. Se divide en cosmogonía espacial y cosmogonía temporal.
En el budismo, el universo no fue creado por un ser superior, sino que forma parte de ciclos de destrucciones y de creaciones inherente a la propia naturaleza. Es como el símil de un ser vivo, el cual nace y muere, y (de acuerdo a la creencia budista) luego vuelve a nacer y repetir el ciclo. Nuestro mundo como miles de los que hay está condenado a morir y renacer, así como también el universo, que nace, muere y renace. 
Todo el universo se considera hecho con base en los cinco elementos básicos: tierra, agua, fuego, aire y espacio. La cosmogonía budista está imbuida en la creencia en el karma. Como resultado, algunas edades son plenas de prosperidad y paz debido a la bondad común, mientras que otras están repletas de sufrimiento, deshonestidad y corta esperanza de vida.
La auto-coherente cosmogonía budista que es presentada en comentarios y trabajos de Abhidharma, tanto en escuelas theravada como mahāyāna, es el producto final de un análisis y reconciliación de los comentarios cosmogónicos presentes en las sutras budistas y en las tradiciones vinaia. No hay un solo sūtra que explique toda la estructura del multiverso. Sin embargo, en varios sūtras el Buda Gautama describe otros mundos y estados del ser, y otros sūtras describen el origen y destrucción del universo. La síntesis de estos conocimientos en un solo sistema exhaustivo debió de haber ocurrido tempranamente en la historia del budismo, ya que el sistema descrito en la tradición pali vibhajyavāda (representada por los theravādas de hoy) concuerda, a pesar de incoherencias de nomenclatura, con la tradición sarvāstivāda que es preservada por los budistas mahāyāna.
La visión del mundo presentada en las descripciones de la cosmogonía budista no se debe interpretar como una descripción literal del universo. Es incoherente y no es consecuente con la información astronómica ya conocida en la antigua India. Pero no es su intención hacer una descripción de cómo los humanos ordinarios perciben su mundo, sino, más bien, mostrar el universo visto a través del divia chakṣus, el ‘ojo divino’ por el cual un Buda o Arhat que ha cultivado esta facultad puede percibir todos los demás mundos y seres naciendo y muriendo dentro de estos y saber sus renacimientos pasados y futuros. Esta cosmogonía también ha sido interpretada de manera simbólica o alegórica (ver Diez reinos espirituales).
La cosmogonía budista puede ser dividida en dos clases relacionadas: cosmogonía espacial, que describe la organización de los distintos mundos dentro del universo, y cosmogonía temporal, que describe los ciclos de estos mundos empezando y terminando su existencia.

## Cosmogonía espacial
La cosmogonía espacial puede dividirse en dos ramas. La vertical (chakravāḍa) describe el arreglo de mundos en un patrón vertical, algunos son más altos, superiores, y otros más bajos, inferiores. En cambio, la horizontal (sajasra, ‘miles’) describe el agrupamiento de estos mundos verticales en conjuntos de miles, millones o billones.

## Cosmogonía temporal: chakravāḍa
En la cosmogonía vertical, el universo consiste en muchos mundos o "planos" (lokāḥ) apilados uno encima del otro en capas. Cada mundo corresponde a un estado mental o a un estado del ser. Un mundo es más los seres que componen un lugar que el lugar en sí; sostenido por su karma. Si todos los seres en un mundo mueren o desaparecen, el mundo desaparece también. Así mismo, un mundo aparece en la existencia cuando el primer ser nace en este. La separación física no es tan importante como la diferencia en estado mental; humanos y animales, a pesar de compartir los mismos entornos físicos, siguen perteneciendo a distintos mundos porque sus mentes perciben y reaccionan a estos entornos de manera distinta.
La cosmogonía vertical está dividida en treinta y un planos de existencia y estos planos en tres reinos, o dhātus, cada uno correspondiendo a un diferente tipo de mentalidad. Estos tres (tridhātu) son el Ārūpyadhātu, el Rūpadhātu, y el Kāmadhātu. Esta división técnica no corresponde a la más informal categorización de los "seis reinos". En el esquema posterior, todos los seres nacidos en Ārūpyadhātu y Rūpadhātu se pueden clasificar como "dioses" o "divinidades" (devāḥ), así como una fracción considerable de los seres nacidos en Kāmadhātu, aunque los dioses de Kāmadhātu difieren más de las de Ārūpyadhātu de lo que difieren de la humanidad. Se debe entender que deva es un término impreciso que se refiere a cualquier ser actualmente viviendo una vida más larga y generalmente con menos dolor que el de los humanos. Estos "dioses" tienen poco o ningún interés en la humanidad y raramente, si acaso, interactúan con esta; solo los dioses inferiores de Kāmadhātu corresponden a dioses descritos en muchas religiones politeístas.
El término "brahmā" es usado tanto como nombre como término genérico para uno de los devas superiores. En su sentido más amplio, puede referirse a cualquier habitante de Ārūpyadhātu o de Rūpadhātu. En un sentido más estricto, puede referirse a un habitante de los nueve planos inferiores de Rūpadhātu, o en su sentido más reducido, a los tres planos inferiores de Rūpadhātu. Un largo número de devas usa el nombre "Brahmā", como Brahmā Sahampati, Brahmā Sanatkumāra, Baka Brahmā, etc. No es claro a que plano pertenecen, sin embargo siempre tiene que ser uno de los mundos de Rūpadhātu debajo de los planos Śuddhāvāsa.

### Ārūpyadhātu
El Ārūpyadhātu (en sánscrito),
Arūpaloka (en pali) o
gzugs.med.pa'i khams (en tibetano),
es el ‘reino sin forma’.
Actualmente, los budistas no creen que estos reinos tienen un lugar en la cosmología puramente física, ya que ninguno de los seres habitándolo tienen forma o lugar; y correspondientemente, el reino no tiene localización. Sin embargo, estos seres aún viven dentro del tiempo y la ley del karma. Este reino pertenece a los devas que alcanzaron y mantuvieron las chatuḥ-samāpatti (‘cuatro absorciones inmateriales’) o arupa jhanas en una vida pasada, y ahora disfrutan los frutos (vipāka) del buen karma de este logro. Sin embargo, quienes son bodhisattvas nunca nacen en el Ārūpyadhātu aunque hayan alcanzado los arupa jhanas. Hay cuatro tipos de Ārūpyadhātu devas, correspondiendo a los cuatro tipos de arūpajhānas:
- Naivasaṃgñānāsaṃgñāyatana o Nevasaññānāsaññāyatana (tibetano:  'du.shes.med 'du.shes.med.min) "Esfera que trasciende la dualidad percepción-no percepción". En esta esfera los seres inmateriales han trascendido la simple negación de la percepción, alcanzando un estado en el cual no hay "percepción" (saṃgñā, reconocimiento de algo particular por sus marcas) pero que no están totalmente inconscientes. Este fue el estado alcanzado por Udraka Rāmaputra (pali: Uddaka Rāmaputta), el segundo de dos maestros de Buda Gautama, quien lo consideró equivalente a la iluminación.

- Ākiṃcanyāyatana o Ākiñcaññāyatana (tibetano: ci.yang.med) ‘esfera de la nada’ (literalmente ‘ausencia de todo’). En esta esfera los seres inmateriales meditan, contemplando en el pensamiento "no existe ninguna cosa". Esto es considerado una forma de percepción, aunque una muy sutil. Esta fue la esfera alcanzada por Ārāḍa Kālāma (pali: Āḷāra Kālāma), el primero de dos maestros de Buda Gautama, quien lo consideró equivalente a la iluminación.
- Vigñānānantyāyatana, Viññāṇānañchāyatana o Viññāṇañchāyatana (tibetano: rnam.shes mtha'.yas) "esfera de la conciencia infinita". En esta esfera, los seres inmateriales contemplan, meditan en su conciencia (vigñana) como infinitamente omnipresente.
- Ākāśānantyāyatana o Ākāsānañchāyatana (tibetano: nam.mkha' mtha'.yas) "esfera del espacio infinito". En esta esfera los seres inmateriales contemplan, meditan sobre el espacio o extensión (ākāśa) como infinitamente omnipresente.

### Rūpadhātu
Rūpadhātu (pali: Rūpaloka; tibetano: gzugs.kyi khams) o "Reino Material" o "Reino de las Formas" es, como su nombre lo implica, el primero de los reinos físicos; todos sus habitantes tienen un lugar y cuerpos o formas de algún tipo. Sin embargo, en este reino los cuerpos de los seres que lo habitan están compuestos por una sustancia sutil que es invisible para los habitantes de Kāmadhātu. De acuerdo con el Sutra Janavasabha, cuando un brahma (un ser del mundo de brahmas en Rūpadhātu) quiere visitar a un deva del cielo de Trāyastriṃśa (en Kāmadhātu), el o ella debe asumir su "forma fea" para así ser visible a seres de otro reino.
Quienes habitan en el reino material no viven en los extremos del placer o el dolor, y no son gobernados por los deseos de aquello que es placentero a los sentidos, como lo son los seres de Kāmadhātu. Los cuerpos de este reino no tienen distinciones sexuales.
Como los seres de Ārūpyadhātu, los habitantes de Rūpadhātu tienen mentes correspondientes a los jhānas. En este caso son los cuatro primeros jhānas o rūpajhānas. Los seres de Rūpadhātu pueden dividirse en cuatro grandes grados correspondientes a los cuatro rūpajhānas, a su vez subdivididos en más grados, tres para cada uno de los cuatro rūpajhānas y cinco para los devas Śuddhāvāsa, para un total de diecisiete grados (la tradición Theravāda cuenta un grado menos para el cuarto jhāna, para un total de dieciséis).
Físicamente, Rūpadhātu consiste en una serie de planos apilados uno encima de otro, cada uno en una serie de escalones con un tamaño que es la mitad del anterior a medida que se desciende. En parte, esto refleja el hecho de que los devas se cree que son físicamente más grandes en los planos superiores. Los planos superiores también tienen una extensión más amplia que los planos inferiores, como se discute en cosmogonía sahasra. La altura de estos planos se expresa en ióyanas, una medida de tamaño no muy especificado, pero a veces descrito como 4000 veces la altura de un humano, entonces es aproximadamente 6 kilómetros (tomando como referencia la altura de los seres humanos en la China de hace 2000 años de 1,50 promedio).

#### Planos Śuddhāvāsa
Los planos Śuddhāvāsa (pali: Suddhāvāsa; tibetano: gnas gtsang.ma), o "moradas puras", son distintos de los demás mundos de Rūpadhātu en el hecho de que no habitan seres que nacieron ahí por mérito ordinario o logros en la meditación, solamente habitan Anāgāmins ("alguien que no regresa") quienes ya están en el camino hacia el nirvana y que alcanzarán la iluminación directamente en los planos Śuddhāvāsa sin renacer en un plano inferior (Anāgāmins también pueden nacer en planos inferiores). Cada deva Śuddhāvāsa es entonces alguien que protege el budismo (Brahma Sahampati, quien solicitó al nuevo Buda (Buda Gautama) que enseñara, fue un Anagami de un Buda anterior). Ya que un deva Śuddhāvāsa no renacerá fuera de los planos Śuddhāvāsa, ningún Bodhisattva nace en estos mundos, ya que un Bodhisattva debe renacer como humano en su última vida.
Como estos devas surgen de planos inferiores debido a las enseñanzas de un Buda, pueden permanecer vacíos por largos períodos si no surge un Buda. Sin embargo, a diferencia de los mundos inferiores, los planos Śuddhāvāsa nunca son destruidos por catástrofes naturales. Los devas Śuddhāvāsa predicen la venida de un Buda y, tomando la forma de brahmins, le revelan a los humanos los signos por los cuales se puede reconocer un Buda. También se aseguran de que un Bodhisattva en su última vida vea los cuatro signos que llevan a la renunciación.
Los cinco mundos Śuddhāvāsa son:
- Akaniṣṭha o Akaniṭṭha: Mundo de los devas "de igual rango" (literalmente: sin tener a alguien de menor edad que el resto). Es el más alto de los mundos Rūpadhātu, se usa regularmente para referirse al extremo más alto del universo. El Śakra actual eventualmente nacerá ahí. La duración de una vida en Akaniṣṭha es 16,000 kalpas (tradición Vibhajyavāda). La altura de este mundo es de 167,772,160 ióyanas encima de la Tierra.
- Sudarśana o Sudassī: devas de "ver claro" viven en un mundo similar y amigable al mundo Akaniṣṭha. La altura de este mundo es de 83 886 080 ióyanas encima de la Tierra.
- Sudṛśa o Sudassa: en el mundo de devas con "belleza" se dice que nacen cinco tipos de anāgāmins. La altura de este mundo es de 41 943 040 ióyanas encima de la Tierra.
- Atapa o Atappa: el mundo de devas "sin problemas", cuya compañía es deseada por aquellos de reinos inferiores. La altura de este mundo es de 20 971 520 ióyanas encima de la Tierra.
- Avṛha o Aviha: el mundo de los devas que "no caen", tal vez la destinación más común para que renazcan Anāgāmins. Pueden alcanzar el Nirvana directamente en este mundo, pero también hay quienes mueren y renacen en planos consecutivamente superiores de las "Moradas Puras" hasta que finalmente renacen en el mundo Akaniṣṭha. Quienes habitan este plano se llaman en pali uddhaṃsotas, ‘quienes tienen una corriente que solo va hacia arriba’. La duración de la vida en este plano en es 1000 kalpas (según la tradición vibhajyavāda). La altura de este mundo es de 10 485 760 ióyanas encima de la Tierra.

#### PlanosBṛhatphala
El estado mental de los devas de los mundos Bṛhatphala corresponde al cuarto jhāna, y se caracteriza por el factor del Nirvana equanimidad (upekṣā). Los mundos Bṛhatphala forman el límite superior de la destrucción del universo por el viento en el final de un maja-kalpa (ver cosmogonía temporal), lo que significa que son librados de esta destrucción.
- Asaññasatta, o Asaṃgñasattva, sánscrito (solo en la escuela vibhajyavāda): "Seres inconscientes", devas que han obtenido un alto jhāna (similar al del Reino Inmaterial), y, deseando evitar los inconvenientes de la percepción sensorial, alcancan un estado de no percepción en el cual se mantienen por un tiempo. Luego, sin embargo, la percepción aparece de nuevo y caen a un estado inferior.
- Bṛhatphala o Vehapphala (tibetano:  'bras.bu che): Devas "con grandes frutos". Su esperanza de vida es de 500 mahākalpas (tradición Vibhajyavāda). Algunos anāgāmins renacen aquí. La altura de este mundo es de 5 242 880 ióyanas encima de la Tierra.
- Puṇyaprasava (solamente en la tradición Sarvāstivāda; tibetano: bsod.nams skyes): El mundo de devas que son "hijos del mérito". La altura de este mundo es de 2 621 440 ióyanas encima de la Tierra.
- Anabhraka (solamente en la tradición Sarvāstivāda; tibetano: sprin.med): El mundo de devas "sin nubes". La altura de este mundo es de 1 310 720 ióyanas encima de la Tierra.

#### PlanosŚubhakṛtsna
El estado mental de los devas de los mundos Śubhakṛtsna corresponde al tercer jhāna, y se caracteriza por la felicidad (sukha). Estos devas tienen cuerpos que irradian una luz constante. Los mundos Śubhakṛtsna forman el límite superior de la destrucción del universo por el agua al final de un mahākalpa (ver cosmogonía temporal), lo que significa que la inundación de agua no sube lo suficiente para alcanzarlos.
- Śubhakṛtsna o Subhakiṇṇa / Subhakiṇha (tibetano: dge.rgyas): El mundo de devas con "belleza total". Su esperanza de vida es de 64 mahākalpas (algunas fuentes: 4 mahākalpas) de acuerdo con la tradición Vibhajyavāda. 64 mahākalpas es el intervalo entre las destrucciones del universo por viento, incluyendo los mundos Śubhakṛtsna. La altura de este mundo es de 655 360 ióyanas encima de la Tierra.
- Apramāṇaśubha o Appamāṇasubha (tibetano: tshad.med dge): El mundo de devas con "belleza ilimitada". Su esperanza de vida es de 32 mahākalpas (tradición Vibhajyavāda). Poseen "fe, virtud, aprendizaje, generosidad y sabiduría". La altura de este mundo es de 327 680 ióyanas encima de la Tierra.
- Parīttaśubha o Parittasubha (tibetano: dge.chung): El mundo de devas de "belleza limitada". Su esperanza de vida es de 16 mahākalpas. La altura de este mundo es de 163 840 ióyanas encima de la Tierra.

#### Planos Ābhāsvara
El estado mental de devas en los planos Ābhāsvara corresponde al segundo jhāna, y se caracteriza por el placer (prīti) y la alegría (sukha); se dice que los devas Ābhāsvara gritan por su alegría aho sukham! ("Oh alegría!"). Estos devas tienen cuerpos que emiten rayos en destellos de luz como los de relámpagos. Se dice que tienen cuerpos similares (entre ellos) pero percepciones diversas.
Los mundos Ābhāsvara forman el límite superior de la destrucción del universo por fuego al final de un mahākalpa (ver cosmogonía temporal), esto significa que la columna de fuego no sube lo suficiente para alcanzarlos. Después de la destrucción del mundo, al inicio del vivartakalpa, los mundos son poblados primero por seres que renacen desde los mundos Ābhāsvara.
- Ābhāsvara o Ābhassara (tibetano:  'od.gsal): el mundo de devas "que poseen esplendor". La esperanza de vida de los devas Ābhāsvara es de 8 mahākalpas (otras fuentes: 2 mahākalpas). 8 mahākalpas es el intervalo de tiempo entre la destrucción del universo por agua, que incluye los mundos Ābhāsvara. La altura de este mundo es de 81 920 ióyanas encima de la Tierra.
- Apramāṇābha o Appamāṇābha (tibetano: tshad.med 'od): El mundo de devas de "luz ilimitada", un concepto en el cual meditan. Su esperanza de vida es de 4 mahākalpas. La altura de este mundo es de 40 960 ióyanas encima de la Tierra.
- Parīttābha o Parittābha (tibetano:  'od chung): El mundo de devas de "luz limitada". Su esperanza de vida es de 2 mahākalpas. La altura de este mundo es de 20 480 ióyanas encima de la Tierra.

#### Planos Brahmā
El estado mental de devas en los planos Brahmā corresponde al primer jhāna, y se caracteriza por al observación atenta (vitarka) y la reflexión (vichāra) como también por el placer (prīti) y la alegría (sukha). Los mundos Brahmā, junto con los otros mundos inferiores del universo, son destruidos por fuego al final de un mahākalpa (ver cosmología temporal).
- Mahābrahmā (tibetano: tshangs.pa chen.po): el mundo del "Gran Brahmā", quienes muchos creen ser el creador del universo, y teniendo como títulos "Brahmā, Gran Brahmā, Conquistador, No Conquistado, Omnisciente, Omnipotente, el Señor, el Creador, quien Regula (Ley), quien Designa y Ordena, Padre de Todo lo que Existe y Existirá". De acuerdo con el Sutta Brahmajāla Sutta (DN.1), un Mahābrahmā es un ser de los mundos Ābhāsvara quien cayó en un mundo inferior debido a que sus méritos se terminaron y renace solo en el plano Brahma; olvidando su existencia pasada, se imagina como alguien que empezó a existir sin una causa. Nótese que inclusive una deidad de tan alto rango no tiene un conocimiento intrínseco de los planos superiores al plano Brahma. Mahābrahmā tiene 1 1⁄2 ióyanas de alto. Su esperanza de vida se dice que es de 1 kalpa (tradición Vibhajyavāda) o de 1 1⁄2 kalpas (tradición Sarvāstivāda), aunque parece ser que no puede ser mayor a 3⁄4 de un mahākalpa; todo el mahākalpa excepto por el Saṃvartasthāyikalpa, porque ese es el período total de tiempo entre la reconstrucción del mundo inferior y su destrucción. No es claro a qué período "kalpa" se refiere en este caso. La altura de este mundo es de 10 240 ióyanas encima de la Tierra.
- Brahmapurohita (tibetano: tshangs.'khor): los "Ministros de Brahmā" son seres, también orignarios de los mundos Ābhāsvara, que nacen como compañeros de Mahābrahmā después de que él ha pasado un tiempo solo. Como aparecen después de su pensamiento en desear compañía, se cree a sí mismo como su creador, y ellos asimismo creen que él es su creador y señor. Tienen 1 ióyana de altura y su esperanza de vida se dice que variadamente que es 1⁄2 kalpa (tradición Vibhajyavāda) o un kalpa entero (tradición Sarvāstivāda). Si renacen posteriormente en un mundo inferior, y recuerdan alguna parte de su existencia pasada, enseñan la doctrina que MahaBrahmā es el creador como verdad revelada. La altura de este mundo es de 5120 ióyanas encima de la Tierra.
- Brahmapāriṣadya o Brahmapārisajja (tibetano: tshangs.ris): Los "consejeros de Brahmā" o los devas "que pertenecen al séquito de Brahmā". También se les llama Brahmakāyika, pero este nombre se puede usar para todos los habitantes de los mundos-Brahma. Tiene medio ióyana de altura y su esperanza de vida se dice que es de 1⁄3 kalpa (tradición Vibhajyavāda) o 1⁄2 kalpa (tradición Sarvāstivāda). La altura de este mundo es de 2560 ióyanas encima de la Tierra.

### Kāmadhātu
Los seres que nacen en Kāmadhātu (pali: Kāmaloka; tibetano:  'dod.pa'i khams) difieren en su grado de felicidad, pero todos están, con excepción de arhats y Budas, bajo el dominio de Māra y están atados por el deseo sensual, cuyo anhelo causa sufrimiento.

#### Paraísos
Los siguientes cuatro mundos son planos atados. Cada uno es de 80 000 ióyanas cuadradas, flotando en el aire encima de la cima del Monte Sumeru. Aunque todos los mundos habitados por devas (esto es, todos los mundos debajo del mundo Chāturmahārājikakāyika y también incluyendo los Asuras) a veces son llamados "paraísos", en el sentido occidental de la palabra el término aplica mejor a los siguientes cuatro mundos:
- Parinirmita-vaśavartin o Paranimmita-vasavatti (tibetano: gzhan.'phrul dbang.byed):
- Nirmāṇarati o Nimmānaratī (en tibetano: phrul dga): El mundo de devas
- Tuṣita o Tusita (tibetano: dga'.ldan):
- Yāma (tibetano:  'thab.bral):

#### Mundos de Sumeru
El mundo-montaña de Sumeru es un pico inmenso y de forma extraña que se erige en el centro del mundo, en cuyo borde se mueven el Sol y la Luna. Su base descansa en un vasto océano, y es rodeado por varios anillos de cadenas montañosas y océanos inferiores.
- Trāyastriṃśa o Tāvatiṃsa (tibetano: sum.cu.rtsa.gsum.pa):

- Chātur mahā rājika kāyika o Chātummahārājika

- Asura (tibetano: lha.ma.yin):

#### Reinos terrestres
- Manuṣyaloka (tibetano: mi): 
  - Yambuduipa o Jambudīpa
  - Pūrvavideha o Pubbavideha
  - Aparagodānīya o Aparagoyāna
  - Uttarakuru
- Tiryagyoni-loka o Tiracchāna-yoni (tibetano: dud.'gro):
- Pretaloka o Petaloka (tibetano: yi.dvags):

#### Narakas
Naraka o Niraya (tibetano: dmyal.ba)

##### Narakas fríos
- Arbuda: el Naraka "ampolla"
- Nirarbuda: el Naraka "ampolla rota"
- Aṭaṭa: el Naraka de escalofríos
- Hahava: el Naraka de la lamentación
- Huhuva: el Naraka de los dientes castañeantes
- Utpala: el Naraka del "loto azul"
- Padma: el Naraka del "loto"
- Mahāpadma: el Naraka del "gran loto"

##### Narakas calientes
- Sañjīva: el Naraka del "resurgimiento". La vida en este Naraka dura 1,62*1012 años (o 1,62 billones de años).
- Kālasūtra: el Naraka del "hilo negro". La vida en este Naraka dura 12,96*1012 años.
- Saṃghāta: el Naraka del "aplastamiento". La vida en este Naraka dura 103,68*1012 años.
- Raurava: el Naraka del "grito". La vida en este Naraka dura 82 944*1012 años.
- Mahāraurava: el Naraka del "gran grito". La vida en este Naraka dura 6635,52*1012 años.
- Tapana: el Naraka del "calentamiento". La vida en este Naraka dura 53 084,16*1012 años.
- Pratāpana: el Naraka del "gran calentamiento". La vida en este Naraka dura 424 673,28*1012 años.
- Avīci: el Naraka "sin interrupción". La vida en este Naraka dura 3 397 386,24*1012 años (o 3,4 trillones de años)

## Cosmogonía Horizontal: Sahasra
Mientras que la cosmogonía vertical describe el arreglo de los mundos en forma vertical, la cosmogonía del Sahasra (Sánskrito: “mil”) describe cómo se agrupan de manera horizontal. De acuerdo con el maestro universal, el Señor Buda, el universo es infinito en tiempo y espacio. Infinito en el espacio se refiere a que la longitud del universo, el ancho del universo o el número de sistemas solares (lokadhatu) en el universo es infinito. El universo infinito con respecto al tiempo significa que no tiene una fecha de inicio o final. Todo se encuentra surgiendo, creciendo/decayendo y falleciendo. Todo cambia y nada más que el Nirvana es permanente.
Todo este grupo de Mundos/Reinos, desde el Plano de no percepción-ni-no-percepción (Nevasaknkna'nasaknknayatana) hasta el Avichi', el Naraka “no interrumpido”, constituye un solo mundo-sistema (llamado un Sakwala). Esto corresponde al alcance del sistema solar-Salwala que es destruido por el fuego al final del primer mahakalpa. El sistema solar que es destruido siete veces por fuego al final de los mahakalpas y por agua al final del octavo mahakalpa.